# Bujar Lika
Bujar Lika (Strazhë, 11 agosto 1992) è un calciatore svizzero naturalizzato albanese, centrocampista o difensore dello Sciaffusa.

## Biografia
Nato a Ferizaj, nell'allora provincia autonoma jugoslava del Kosovo, crebbe in Svizzera. Possiede anche la cittadinanza svizzera.

## Carriera

### Club
L'8 gennaio 2018 viene acquistato a titolo definitivo dalla squadra svizzera del Grasshoppers, con cui firma un contratto di 6 mesi con scadenza il 30 giugno 2018, con opzione di rinnovo per un'altra stagione.

### Nazionale
Il 17 marzo 2018 riceve la sua prima convocazione dalla nazionale albanese per la partita amichevole contro la Norvegia del 26 marzo 2018.
Il 26 marzo 2018 fa il suo debutto ufficiale con la maglia dell'Albania nella partita amichevole giocata ad Elbasan contro la Norvegia, partita poi terminata con una sconfitta in casa per 0 a 1, nella quale è subentrato nel secondo tempo.

## Statistiche

### Presenze e reti nei club
Statistiche aggiornate al 13 agosto 2022.
| Stagione            | Squadra             | Campionato          | Campionato | Campionato | Coppe nazionali | Coppe nazionali | Coppe nazionali | Coppe continentali | Coppe continentali | Coppe continentali | Altre coppe | Altre coppe | Altre coppe | Totale | Totale |
| Stagione            | Squadra             | Comp                | Pres       | Reti       | Comp            | Pres            | Reti            | Comp               | Pres               | Reti               | Comp        | Pres        | Reti        | Pres   | Reti   |
| ------------------- | ------------------- | ------------------- | ---------- | ---------- | --------------- | --------------- | --------------- | ------------------ | ------------------ | ------------------ | ----------- | ----------- | ----------- | ------ | ------ |
| 2009-2010           | Lucerna II          | 1L                  | 1          | 0          | -               | -               | -               | -                  | -                  | -                  | -           | -           | -           | 1      | 0      |
| 2010-2011           | Lucerna II          | 1L                  | 26         | 0          | -               | -               | -               | -                  | -                  | -                  | -           | -           | -           | 26     | 0      |
| 2011-2012           | Lucerna II          | 1L                  | 6          | 0          | -               | -               | -               | -                  | -                  | -                  | -           | -           | -           | 6      | 0      |
| 2012-2013           | Lucerna II          | 1L                  | 22         | 1          | -               | -               | -               | -                  | -                  | -                  | -           | -           | -           | 22     | 1      |
| Totale Lucerna II   | Totale Lucerna II   | Totale Lucerna II   | 55         | 1          |                 | -               | -               |                    | -                  | -                  |             | -           | -           | 55     | 1      |
| 2013-2014           | Wohlen              | CL                  | 16         | 0          | CS              | 0               | 0               | -                  | -                  | -                  | -           | -           | -           | 16     | 0      |
| 2014-2015           | Wohlen              | CL                  | 5          | 0          | CS              | 0               | 0               | -                  | -                  | -                  | -           | -           | -           | 5      | 0      |
| 2015-2016           | Wohlen              | CL                  | 25         | 0          | CS              | 2               | 0               | -                  | -                  | -                  | -           | -           | -           | 27     | 0      |
| Totale Wohlen       | Totale Wohlen       | Totale Wohlen       | 46         | 0          |                 | 2               | 0               |                    | -                  | -                  |             | -           | -           | 48     | 0      |
| 2017-gen. 2018      | Sciaffusa           | CL                  | 12         | 0          | CS              | 2               | 0               | -                  | -                  | -                  | -           | -           | -           | 14     | 0      |
| gen.-giu. 2018      | Grasshoppers        | SL                  | 13         | 0          | CS              | 1               | 0               | -                  | -                  | -                  | -           | -           | -           | 14     | 0      |
| 2018-2019           | Grasshoppers        | SL                  | 13         | 0          | CS              | 0               | 0               | -                  | -                  | -                  | -           | -           | -           | 13     | 0      |
| Totale Grasshoppers | Totale Grasshoppers | Totale Grasshoppers | 26         | 0          |                 | 1               | 0               |                    | -                  | -                  |             | -           | -           | 27     | 0      |
| 2019-2020           | Sciaffusa           | CL                  | 23         | 0          | CS              | 0               | 0               | -                  | -                  | -                  | -           | -           | -           | 23     | 0      |
| 2020-2021           | Sciaffusa           | CL                  | 29         | 0          | CS              | 1               | 0               | -                  | -                  | -                  | -           | -           | -           | 30     | 0      |
| 2021-2022           | Sciaffusa           | CL                  | 33+2       | 3+0        | CS              | 2               | 0               | -                  | -                  | -                  | -           | -           | -           | 37     | 3      |
| 2022-2023           | Sciaffusa           | CL                  | 5          | 0          | CS              | 0               | 0               | -                  | -                  | -                  | -           | -           | -           | 5      | 0      |
| Totale Sciaffusa    | Totale Sciaffusa    | Totale Sciaffusa    | 102+2      | 3+0        |                 | 5               | 0               |                    | -                  | -                  |             | -           | -           | 109    | 3      |
| Totale carriera     | Totale carriera     | Totale carriera     | 229+2      | 4+0        |                 | 8               | 0               |                    | -                  | -                  |             | -           | -           | 239    | 4      |

### Cronologia presenze e reti in nazionale
| Cronologia completa delle presenze e delle reti in nazionale ― Albania | Cronologia completa delle presenze e delle reti in nazionale ― Albania | Cronologia completa delle presenze e delle reti in nazionale ― Albania | Cronologia completa delle presenze e delle reti in nazionale ― Albania | Cronologia completa delle presenze e delle reti in nazionale ― Albania | Cronologia completa delle presenze e delle reti in nazionale ― Albania | Cronologia completa delle presenze e delle reti in nazionale ― Albania | Cronologia completa delle presenze e delle reti in nazionale ― Albania |
| Data                                                                   | Città                                                                  | In casa                                                                | Risultato                                                              | Ospiti                                                                 | Competizione                                                           | Reti                                                                   | Note                                                                   |
| ---------------------------------------------------------------------- | ---------------------------------------------------------------------- | ---------------------------------------------------------------------- | ---------------------------------------------------------------------- | ---------------------------------------------------------------------- | ---------------------------------------------------------------------- | ---------------------------------------------------------------------- | ---------------------------------------------------------------------- |
| 26-3-2018                                                              | Elbasan                                                                | Albania                                                                | 0 – 1                                                                  | Norvegia                                                               | Amichevole                                                             | -                                                                      | 65’                                                                    |
| 29-5-2018                                                              | Zurigo                                                                 | Albania                                                                | 0 – 3                                                                  | Kosovo                                                                 | Amichevole                                                             | -                                                                      | 57’                                                                    |
| Totale                                                                 |                                                                        | Presenze (260º posto)                                                  | 2                                                                      |                                                                        | Reti                                                                   | 0                                                                      |                                                                        |